# Hodoviz
Hodoviz (často uváděn jako Hodovíz, dříve též Hodovice) je vesnice, část obce Hvozd v severní části okresu Plzeň-sever v Plzeňském kraji. Katastrální území zaujímá 577,43 hektarů.

## Historie
Ves je poprvé písemně zmiňována v listině z roku 1169, kterou král Vladislav II. ves daroval manětínským johanitům. V roce 1422 byla ves zastavena Švamberkům, v roce 1454 zastavuje Hynek Krušina ze Švamberka se svým synem Bohuslav několik vsí včetně Hodovizu svému strýci Janu ze Švamberka na Rokycanech.
V roce 1654, kdy byla provedena generální vizitace daňových povinností (Berní rula), ves náleží do panství Manětín patřícímu Ferdinandu Rudolfovi hraběti Lažanskému. Ten panství zdědil v roce 1639 po Ester Mitrovské, rozené Lažanské z Bukové (panství získala jako konfiskát během třicetileté války).
Berní rula uvádí v Hodovizi sedm sedláků osedlých a jeden grunt pustý takto. Výměry jejich polí byly od 35 do 60 strychů. V roce 1651 ve vsi žilo 41 poddanských a šest svobodných rodin.

## Přírodní poměry
Hodoviz leží v údolí pravostranného přítoku Chladné, mezi kopci Hůrkou a Citeří, v nadmořské výšce okolo 490 metrů, pět kilometrů jihovýchodně od Manětína. Na jihovýchodě sousedí s Pláněmi za údolím Osojenského potoka, na jihu s Osojnem, na jihozápadě s Hvozdem a na severovýchodě s Vladměřicemi. Severně od vsi jsou na Chladné rybníky Malý a Velký hodovizský rybník.
Velký hodovizský rybník leží na kraji lesa poblíž vsi. V minulosti sloužil ke koupání a vodním sportům pro obyvatele blízkých chat a rekreantů.

## Obyvatelstvo
Při sčítání lidu v roce 1921 zde žilo 135 obyvatel (z toho 59 mužů) československé národnosti, kteří byli převážně římskými katolíky, ale sedm lidí patřilo k evangelíkům, jeden k církvi československé a sedm jich bylo bez vyznání. Podle sčítání lidu z roku 1930 měla vesnice 125 obyvatel československé národnosti. Převažovala římskokatolická většina, ale ve vsi žilo také devět evangelíků, pět židů a deset lidí bez vyznání.
| Rok            | 1869 | 1880 | 1890 | 1900 | 1910 | 1921 | 1930 | 1950 | 1961 | 1970 | 1980 | 1991 | 2001 | 2011 | 2021 |
| -------------- | ---- | ---- | ---- | ---- | ---- | ---- | ---- | ---- | ---- | ---- | ---- | ---- | ---- | ---- | ---- |
| Počet obyvatel | 169  | 140  | 153  | 137  | 131  | 135  | 125  | 90   | 87   | 70   | 66   | 52   | 47   | 45   | 60   |
| Počet domů     | 27   | 27   | 27   | 27   | 27   | 27   | 25   | 24   | 24   | 18   | 18   | 20   | 21   | 20   | 24   |

## Obecní správa
Při sčítání lidu v letech 1869–1950 Hodoviz byl samostatnou obcí, se kterým patřil nejprve do okresu Kralovice, ale v roce 1950 v okrese Plasy. Od roku 1960 je částí obce Hvozd v okrese Plzeň-sever. V roce 1869 k obci patřily Lipí a Radějov.

## Pamětihodnosti
Přibližně 750 metrů severovýchodně od vesnice se na ostrožně nad přítokem Chladné nachází pozůstatky pravěkého hradiště zvaného Vyšohrad.

## Galerie

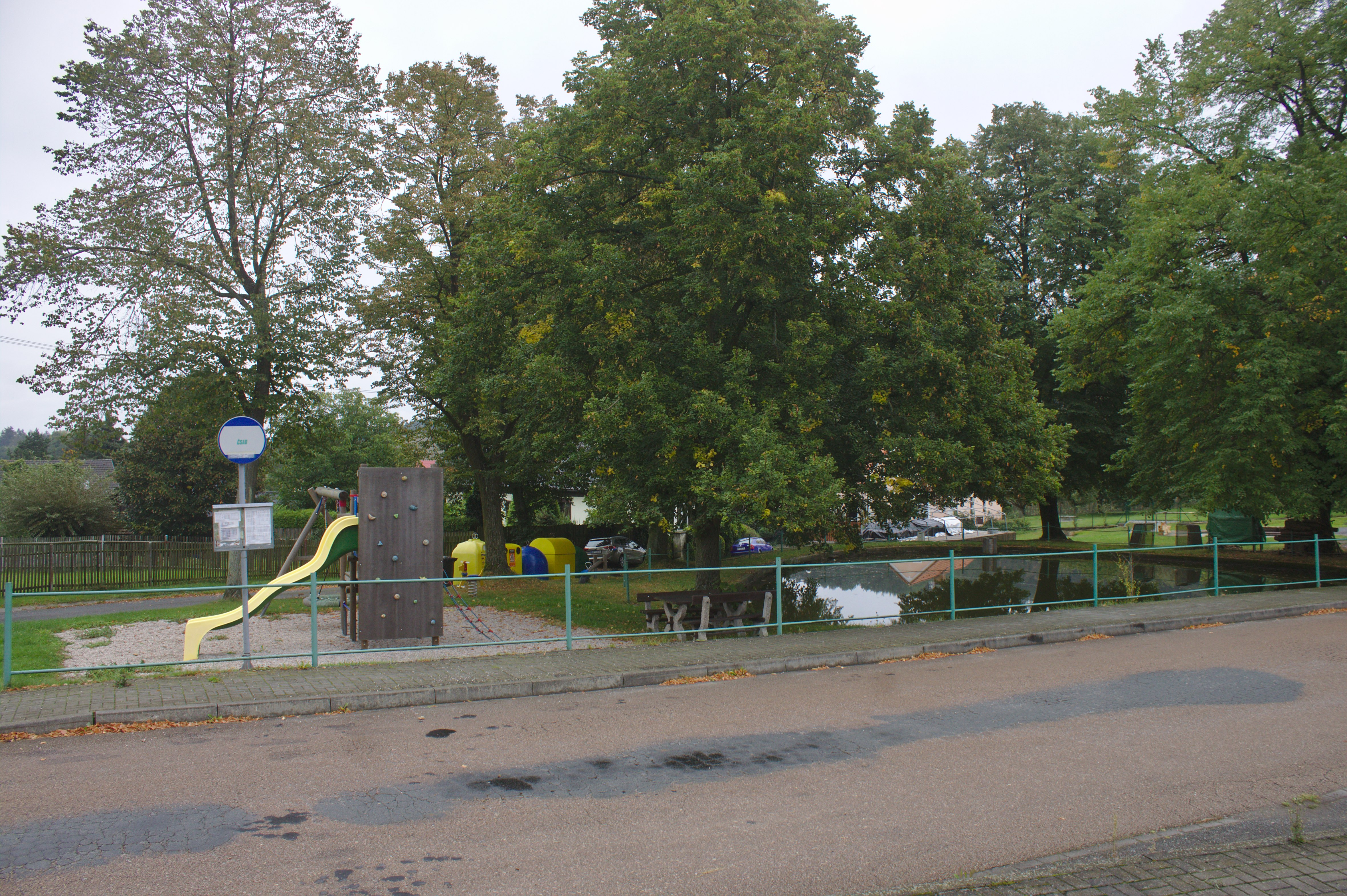
rybník a dětské hřiště
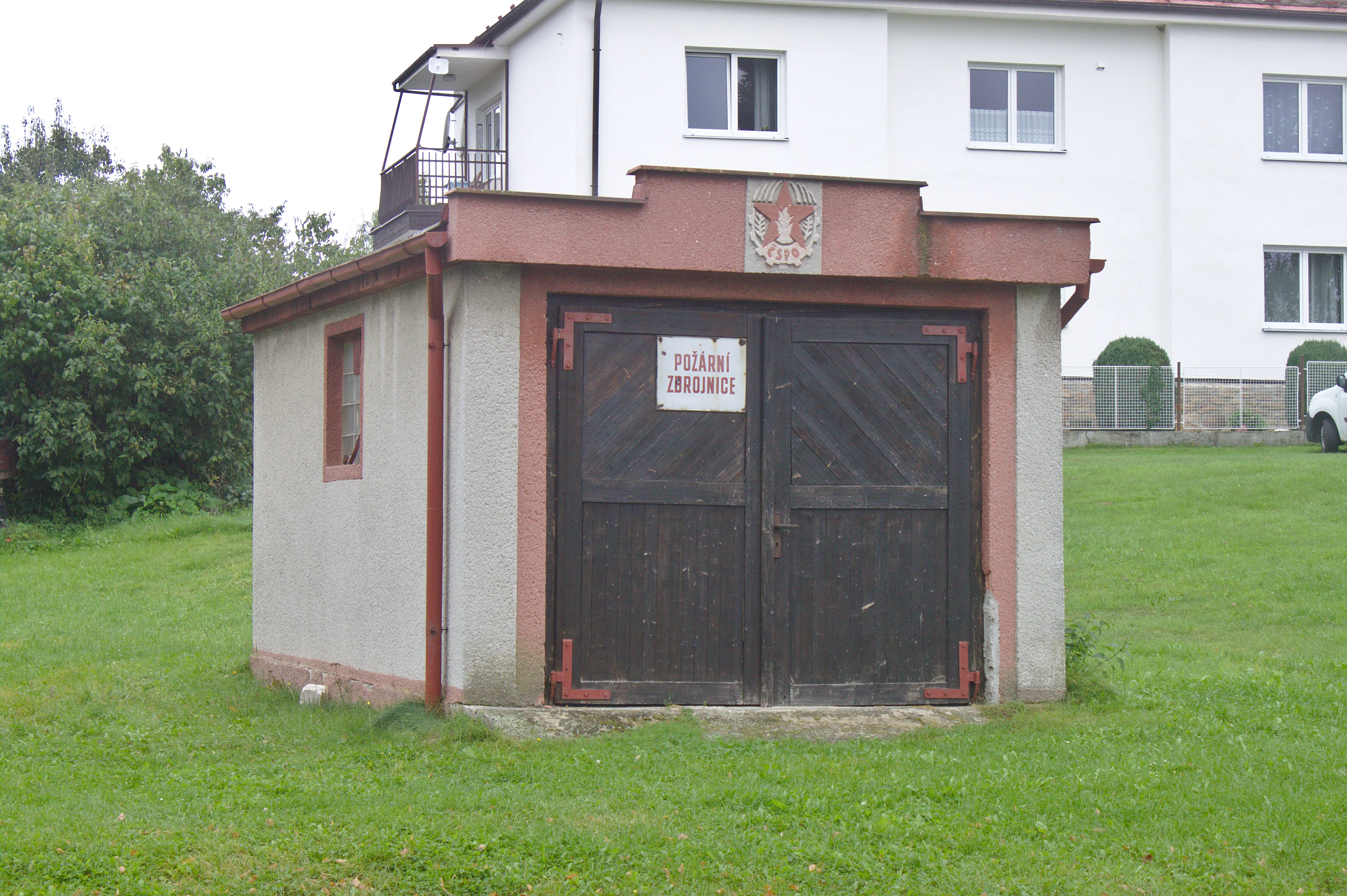
hasičská zbrojnice
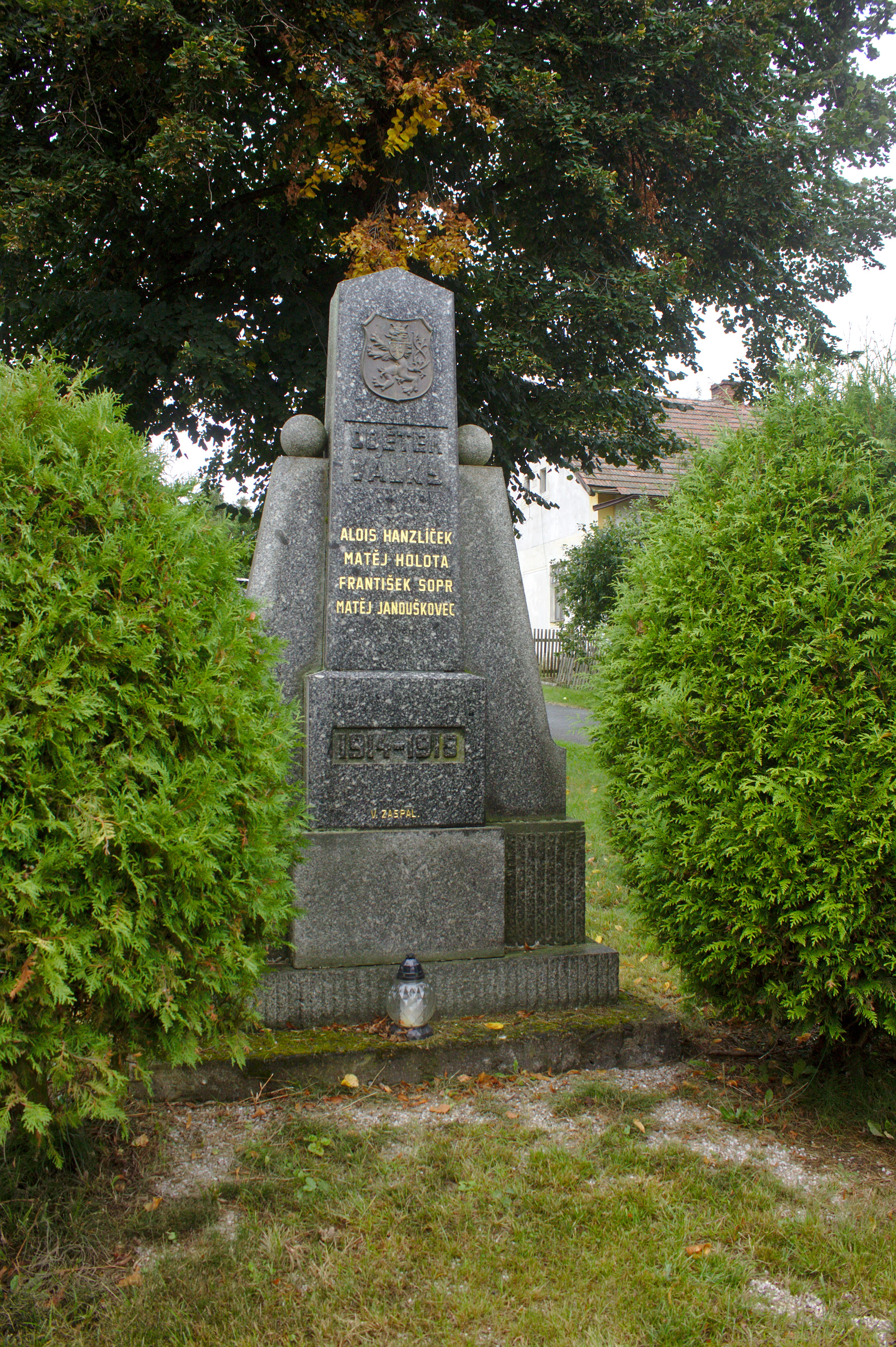
pomník obětem války